# جشن ارغوان
جشن ارغوان هر ساله در اولین روز اردیبهشت (ثور) در تپه تفریحی گلغندی شهر چاریکار ولایت پروان برگزار می‌شود. این بخش از ولایت پروان همه ساله شاهد برگزاری این جشن است و هر سال شماری از شهروندان این کشور در کنار مقامات سیاسی ملی و محلی و همینطور شاعران و نویسندگان با شرکت در این جشن به شادی و سرور می‌پردازند.
تپه گل غندی در غرب شهر چاریکار در ولایت پروان قرار دارد و در سال ۱۳۲۴ توسط بهایی جان یکی از شاعران افغانستان به نام تپه گل غندی نام‌گذاری شده‌است.
این جشن در کنار  جشن‌های نوروز و دهقان که در سراسر کشور افغانستان برگزار می‌شود و همینطور جشن‌های  گل نارنج، گل انار، گل سنجد و توت بخشی از میراث فرهنگی کشور افغانستان است و دولت افغانستان تلاش دارد این مراسمها را در سازمان یونسکو به ثبت جهانی برساند.